# Homo gardarensis
Homo gardarensis è il nome erroneamente dato ai resti parziali rinvenuti in un sito funerario a Garðar, Groenlandia, in un insediamento norreno del XII secolo. I primi studi paragonarono questi resti all'Homo heidelbergensis, ma questo legame fu in seguito dimostrato errato. Le ossa furono classificate come quelle di un uomo contemporaneo che soffriva di acromegalia, e poste nel Panum Institute di Copenaghen.